# 伊集院光の放課後の王様
伊集院光の放課後の王様（いじゅういんひかるのほうかごのおうさま）は、1995年7月から1996年3月までセント・ギガで放送されたラジオ番組。パーソナリティは伊集院光。アシスタントは笑組の内海ゆたお（現：ゆたか）。
1995年4月よりサテラビュー連動番組として開始された帯番組「放課後の王様」の月曜版にあたる。番組開始の7月から8月放送分の第7回までは伊集院光の夏休みの王様（いじゅういんひかるのなつやすみのおうさま）のタイトルで30分の音楽番組「AK LIVE ヒットギャング」を内包し18:00まで放送された。
収録は1996年2月26日（第33回）までは渋谷区神宮前にあったセントギガのスタジオで、1996年3月4日（第34回）からは台東区浅草橋の任天堂東京ビル内スタジオで行われた。
放課後の王様終了後、1996年4月からは放送日時を日曜1:00 - 2:00へ移動し後継番組「伊集院光の怪電波発信基地」を開始した。

## 番組内の企画
月曜・噂のダンス工場 舞んどコントロール
曲に合わせてオリジナルの振り付けを考えていくコーナー。完成した振り付けで伊集院光とゆたおが踊ったオリジナルビデオが抽選でプレイヤーにプレゼントされた。
ふきげんよう
本家ごきげんようと同じく、ゲストがサイコロを振り（実際はスタートのかけ声だけ）その出た目のテーマのトークをするコーナー。ただし、サイコロの目は「家族を売れ」「漏らした体験」「初めて泥棒した話」など、楽しく話せないテーマばかりとなっている。また、おやつとして、モップに牛乳をかけた「モップ牛乳」や、クラッカーに歯磨き粉やボンドを乗せた「オリジナルカナッペ」がゲストに出された。
それぞれのゲストは以下の通り。
- 第1回 ピエール瀧
- 第2回 本田みずほ
- 第3回 アニマル梯団
- 第4回 大東めぐみ
- 第5回 バカルディ（現さまぁ〜ず）
- 第6回 石川よしひろ
- 第7回 木原さとみ

なお、本放送と近い時期にTBSラジオ「電気グルーヴのUP'S 主は冷たい土の中に」においても、伊集院光がホスト役として、名前・内容が同じの「ふきげんよう」のコーナーが放送されている。
みんなの思い出
1枚の写真を手がかりに、とある人物の情報を募集して、でっちあげのプロフィールを作り上げるコーナー。
課長山田三郎45歳
『9文字以内でゲームのキャラクター名』等のお題を提示し、寄せられた面白い回答を紹介する。
ゆたおの部屋（〜第7回） → ゆたお倶楽部（第8回） → Hey!Hey!Hey!中古ソフトチャンプ（第9回〜）
ゆたおがスーパーファミコンのソフトを中古で購入し、内容を紹介していくコーナー。後期では内容は同じでコーナー名を変えられ、第10回では逆にコーナー名を変えず内容を変えて伊集院とゆたおで行うクイズコーナーになり、この回をもって終了となった。
紹介されたソフトは以下の通り。
- 第1回 反省ザルジローくんの大冒険
- 第2回 ソニックブラストマン
- 第3回 UFO仮面ヤキソバン
- 第4回 デッドダンス
- 第5回 遊人のふりふりガールズ
- 第6回 スーパー・ジェームスポンドII
- 第7回 おでかけレスターれれれのれ
- 第8回 カブキロックス
- 第9回 サンドラの大冒険 ワルキューレとの出逢い

How toサテラビュー
サテラビューについて知識のない伊集院とゆたおが、説明書（何箇所か固有名詞が抜けており、この部分をプレイヤーから募集）を読みながら学習していく。当然投稿されるのは出鱈目な内容で、珍文が出来上がる。毎回最後に正解（本来の内容）を読み上げ、「本当の事を教えてくれ」と懇願したふりをする。回が進むにつれ、サテラビューと関係ない「焼きそばUFOの正しい召し上がり方」や「栗栽培のポイント」などのお題となった。
馬場ボイス 1995年10月23日（第15回）〜
ジャイアント馬場が今まで一度でも言った事のある（という建前の）面白い台詞を募集し、伊集院とゆたおが物真似で読み上げる。プレイヤーがプロレス世代とはいえない年齢層のうえ、伊集院もゆたおも馬場の経歴（新潟県初のプロ野球選手）や体格（全盛時公称身長209cm、体重145kg）を全く知らなかった。そのこともあり、某プレイヤーが送ってきたネタから伊集院の小学校時代に同級生だった「ふくしまさん（クラスにいそうな正義感が強く占い好きな女子）」の言いそうな台詞「ふくしまボイス」へ変貌していき、1996年02月19日 第32回の放送では馬場ボイスが一枚も読まれないこともあった。
サテライトライブラリー 髑髏村の伝説
三択で話が進むサウンドノベルゲームを作成するコーナー。投稿されたものから伊集院が決定するが、選択肢の一つ目は進行重視で無難な内容、二つ目は少し脱線、三つ目はストーリーが大きく狂う珍奇な内容を投稿するのがお約束となっていた。コーナーのエンディングテーマ曲は松崎しげるの『愛のメモリー』。
ときめき純愛ラブストーリー 私立湘南学園
髑髏村の後継として、ラブストーリーのサウンドノベルを作成するコーナー。コーナータイトルの「湘南学園」部分はスタッフを含め全員で叫ぶ決まりとなっているが、いつも伊集院が満足せずスタッフを1人指名して発声練習させるというお約束があった。コーナーのエンディングテーマ曲はボーイズ・タウン・ギャングの『君の瞳に恋してる』。
青春いろはがるた
イラスト（途中から伊集院が描画）をかるたの取り札へ見立ててマガジン配信し、それに合った読み札の文言を募集する。一応『い』なら犬などを描いてあるが、採用されるネタはイラストどころかいろはすら無視した面白い文章ばかりであった。
| セント・ギガ スーパーファミコンアワー 月曜日 16:00 - 18:00 | セント・ギガ スーパーファミコンアワー 月曜日 16:00 - 18:00 | セント・ギガ スーパーファミコンアワー 月曜日 16:00 - 18:00                                                |
| 前番組                                                     | 番組名                                                     | 次番組 |
| ---------------------------------------------------------- | ---------------------------------------------------------- | --- |
| 放課後の王様 穴井夕子ワイド (16:00 - 19:00)                | 伊集院光の夏休みの王様                                     | 伊集院光の放課後の王様 (16:00-17:00)AK LIVE ヒットギャング (17:00-17:30)UNDAKE30 鮫亀大作戦 (17:30-18:00) |
| セント・ギガ スーパーファミコンアワー 月曜日 16:00 - 17:00 |                                                            | |
| 伊集院光の夏休みの王様 (16:00 - 18:00)                     | 伊集院光の放課後の王様                                     | （有料放送枠・不明）                                                                                      |